# Мосбруггер, Франц фон
Франц фон Мосбруггер; Франц барон фон Мосбруггер (нем. Moosbrugger Franz Freiherr von) (31 января 1834, Шередьелес — 20 декабря 1902, Вена) — австро-венгерский писатель

, драматург, журналист и музыкант.
Родился в дворянской семье, имел титул барона. Получил образование в Венской консерватории, где учился у Донтко в итоге работал чиновником на железной дороге им. королевы Елизаветы. Написанием художественных произведений занимался в свободное время.
Написал ряд романов, рассказов, комедий, народных пьес: «Der unsichtbare Mörder» (1867), «Ein düsterer Lebenslauf», «Dicterliebe», «Die Rache des Verschmähten», «Die Nebenbuhlerin der Frau», «Die Frau aus dem Grabe», «Cölestine», «Erbschaftshyänen», «Der Ueberzieher», «Die Sommerfrischler», «Kondukteur u. Dorfkokette» (1892). Сотрудничал в изданиях «Theaterzeitung» и «Humorist», писал юморески и театральные рецензии.